# Fat lady sings
Fat lady sings is een livealbum van Plainsong. Onder live wordt hier verstaan het live inspelen van de muziek in een geluidsstudio onder toezicht van 20 man publiek. De leider van Plainsong Iain Matthews kreeg naar aanleiding van Plainsongs laatste album Pangolins de opmerking dat zoveel mensen de muziekgroep nooit konden zien optreden. Matthews verweer was dat de diverse leden het zo druk hadden met hun eigen muziek, dat een lange serie optredens er niet (meer) in zat en zit. Matthews kondigde dan ook met dit album aan, dat het het laatste van Plainsong is/was. Het album verscheen in verband met het 40-jarig jubileum, het eerste album In search of Amelia Earheart verscheen in 1972. 
De titel van het album verwijst naar het gezegde It ain't over 'til the fat lady sings.

## Musici
- Iain Matthews – gitaar, zang
- Andy Roberts – gitaar, zang
- Julian Dawson – gitaar, zang
- Mark Griffiths - basgitaar, zang

## Muziek
| Nr. | Titel                                                  | Duur |
| --- | ------------------------------------------------------ | ---- |
| 1.  | Milarepa’s song (Traditional, bewerking Roberts)       | 2:51 |
| 2.  | Guiding light (Matthews)                               | 4:17 |
| 3.  | All new people (Matthews, Dawson)                      | 4:30 |
| 4.  | Raider (Jerry Yester, Judy Henske)                     | 5:49 |
| 5.  | Changing of the guard (Matthews)                       | 4:28 |
| 6.  | Charlie (Traditional, bewerking Roberts)               | 2:38 |
| 7.  | Here comes the rain (Matthews)                         | 3:12 |
| 8.  | Pilgrims (Dawson)                                      | 4:58 |
| 9.  | Barbed wire fence (Matthews, Dawson)                   | 3:39 |
| 10. | Old man at the mill (Traditional, bewerking Plainsong) | 2:36 |
| 11. | Lost John (Traditional, bewerking Roberts)             | 2:35 |
| 12. | If I needed rain (Dawson)                              | 4:11 |
| 13. | Under the volcano (Dennis Locorriere, Dawson)          | 2:30 |
| 14. | Yo-Yo man (Rick Cunha, Cooper)                         | 3:16 |
| 15. | True story/Sweet Amelia (Matthews/ Matthews, Roberts)  | 6:36 |
| 16. | Steal that beat (Dawson)                               | 3;28 |
| 17. | Needle in the hay (Matthews, Roberts)                  | 4:57 |
| 18. | Sloth (Richard Thompson, Dave Swarbrick)               | 4:46 |
| 19. | Gravy train (Dawson)                                   | 3:17 |

Dennis Locorreire was beter bekend als Dr. Hook; Richard Thompson en Dave Swarbrick zijn afkomstig uit Fairport Convention, Matthews speelde ooit in die band. Jerry Yester speelde ooit in Lovin' Spoonful, Judy Henske is zijn vrouw. Rick Cunha speelde in vroeger tijden in Hearts & Flowers. Jetsun Milarepa is een Tibetaans zwaardvechter en kunstenaar. De originele titel van Charlie luidt O’er the River Charlie (Charlie verwijst hier naar een geliefde, geen rivier).